# Amineh Kakabaveh
Amineh Kakabaveh (persiska: امینه کاکاباوه, även Ameneh, آمنه), född 6 december 1970 i Saqqez i Iran, är en kurdisk-svensk politiker (partilös sedan 2019, dessförinnan vänsterpartist). Hon var riksdagsledamot 2008–2022, invald för Stockholms kommuns valkrets (2008–2010 och 2014–2018) respektive Stockholms läns valkrets (2010–2014 och 2018–2022).

## Biografi
Kakabaveh är av kurdisk härkomst. Hon har själv sagt att hon inte vet vilket år hon är född. Hon var i sin ungdom peshmerga-soldat i Irak och Iran. Vid 14 (eller 20) års ålder flydde hon från Iran under hot om dödsstraff. I Sverige tillbringade hon de första åren i Västerås. Hon gick i grundskola och gymnasium under de följande sex åren. Därefter läste Kakabaveh vid Stockholms universitet. Kakabaveh är socionom och filosofie magister i socialt arbete. Hon har tidigare varit socialarbetare i Botkyrka kommun.
Hon var med och grundade föreningen Varken hora eller kuvad (VHEK) år 2005, en feministisk och antirasistisk rörelse som är opolitisk och religiöst obunden som Kakabaveh än i dag är ordförande för. 2019 tilldelades hon Learning Ladder Prize.

## Politik

### Vänsterpartiet
Kakabaveh kandiderade i riksdagsvalet 2006 och blev ersättare. Hon var tjänstgörande ersättare för Pernilla Zethraeus under perioden 16 februari–17 juni 2008. Kakabaveh utsågs till ny ordinarie riksdagsledamot från och med 17 juni 2008 sedan Zethraeus avsagt sig uppdraget. I riksdagen var Kakabaveh suppleant i civilutskottet, EU-nämnden, konstitutionsutskottet, kulturutskottet och utbildningsutskottet.
I maj 2016 föreslog ett 20-tal organisationer som främst vänder sig till invandrare, men även fristående debattörer och feministiska aktivister från vänster, att Kakabaveh skulle utses till Vänsterpartiets integrationspolitiska talesperson.
Hon är uttalad marxist. Hon anser att riksdagens lokaler inte skall användas till religiösa ceremonier. Hon var i en intervju år 2017 kritisk mot bärandet av slöjor som hijab, niqab och burka vilka hon anser är religiösa uniformer som bärs under tvång. I samma intervju anser hon att politik borde byggas på den franska revolutionens ideal "frihet, jämlikhet och broderskap" och kritiserar identitetspolitik för att den låser in människor i deras etniska och religiösa ursprung.
I december 2016 utsågs hon till Årets svensk av nyhetsmagasinet Fokus med motiveringen: "Genom att uppmärksamma radikalisering, klan- och hedersförtryck blottlägger Amineh Kakabaveh i handling och tal och till en avsevärd personlig kostnad, den svenska oviljan att röra vid alltför känsliga ämnen. Hon gör det genom att ta fasta på värderingar som gäller alla, snarare än på särskiljande identiteter." Kakabaveh uttryckte i samband med priset förvåning över att politiska motståndare uppskattar hennes arbete för kvinnors rättigheter mer än hennes egna partikamrater gör.
År 2017 var Kakabaveh styrelseledamot i Humanisterna.
Efter att Kakabaveh drivit frågan om hedersförtryck var hon, enligt egen uppgift till följd av att frågan inte fick drivas inom Vänsterpartiet, nära att strykas helt från partiets riksdagslista till riksdagsvalet 2018.
Under hösten 2018 var Kakabaveh sjukskriven en tid från Vänsterpartiets riksdagsgrupps möten, enligt egen uppgift med anledning av att hon varit mobbad och utfryst.

#### Utträde ur Vänsterpartiet
Den 28 augusti 2019 beslutade Vänsterpartiets verkställande utskott att inleda ett uteslutningsärende gällande Kakabaveh. Detta på grund av att hon, enligt partisekreteraren Aron Etzler, "ofta och allvarligt skadar förtroendet för partiet gentemot väljarna och mot sina kollegor". Kakabaveh anklagades bland annat för att inte ha närvarat vid statsministeromröstningen 2018, en omröstning där Vänsterpartiet lade ned sina röster. Hon anklagades även för att ha underlåtit att betala partiskatt.
Kakabaveh hävdade att hon inte meddelades i förväg om uteslutningen utan fick reda på det via medierna. Hon lämnade partiet samma dag på egen begäran.

### Partilös

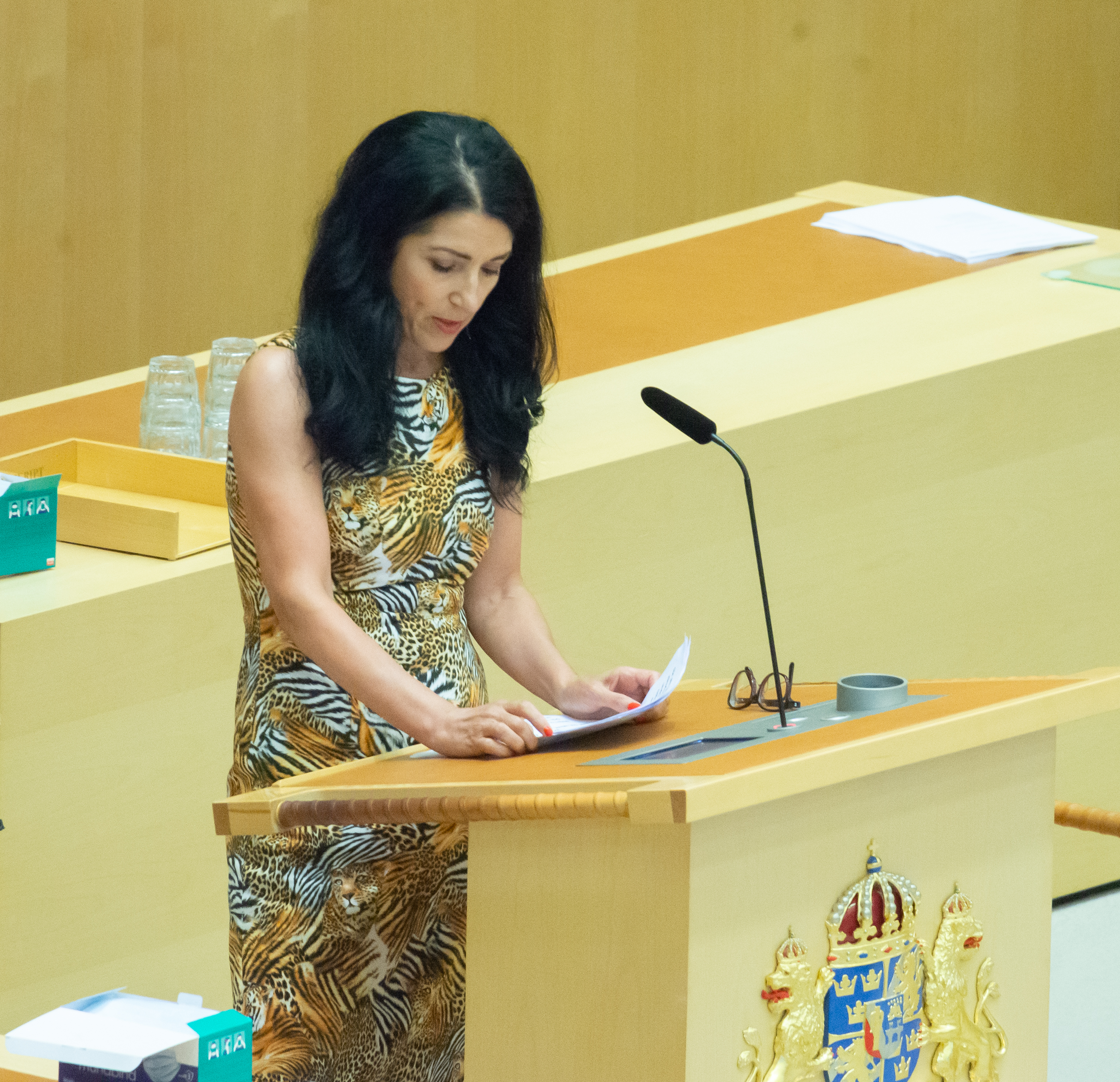
Kakabaveh i riksdagens talarstol under regeringskrisen 2021 och strax före statsministeromröstningen den 7 juli.

I samband med regeringskrisen 2021 förhandlade justitieminister Morgan Johansson med Kakabaveh om politiska sakfrågor och de kom överens om nio punkter för att Kakabaveh skulle rösta gult och släppa fram Stefan Löfven som statsminister, vilket ledde till att regeringen Löfven III kunde tillträda. En av punkterna handlade om att kriminalisera oskuldskontroller.:13m42s
Efter ytterligare en uppgörelse med Socialdemokraterna gav Kakabaveh sitt stöd till Magdalena Andersson som statsminister, vilket ledde till att regeringen Andersson kunde tillträda. Uppgörelsen innebar att Socialdemokraterna avsåg att fördjupa sitt samarbete med syrienkurdiska Demokratiska unionspartiet (PYD).

## Utmärkelser
- Riksdagens medalj av 12:e storleken, 22 juni 2022.[34]